# Caurimare pustulosa
Genre
Espèce
Caurimare pustulosa, unique représentant du genre Caurimare, est une espèce d'opilions laniatores de la famille des Cosmetidae.

## Distribution
Cette espèce est endémique de l'État de Miranda au Venezuela. Elle se rencontre dans le parc national Waraira Repano vers Sucre.

## Description
Le mâle holotype mesure 5,35 mm.

## Publication originale
- González-Sponga, 1992 : « Aracnidos de Venezuela. Opiliones Laniatores II. Familia Cosmetidae. » Boletin de la Academia de Ciencias Fisicas, Matematicas y Naturales, vol. 26, p. 1–432.